# Горожаева, Раиса Фёдоровна
Раи́са Фёдоровна Горожа́ева (1928—2011) — бригадир кукурузоводческого звена совхоза «Золотарёвский» в Ростовской области, Герой Социалистического Труда (1973).

## Биография
Родилась 20 ноября 1928 года на хуторе Золотарёвка Семикаракорского района Донского округа Северо-Кавказского края (ныне Семикаракорского района Ростовской области).
В совхозе «Золотарёвский» — с 1943 года. Работала трактористом в полеводческой бригаде Ивана Васюкова — бывшего фронтовика и орденоносца, также Героя Социалистического Труда, ставшего для неё главным учителем и наставником в жизни. В школе же Раисе до начала войны удалось окончить только шесть классов. Потом к образованию добавились с отличием оконченные курсы трактористов.
С 1958 года работала бригадиром кукурузоводческого звена совхоза. Её звено — трёхкратный обладатель приза «Золотой початок», вручавшегося лучшим звеньям кукурузоводов области.
В течение ряда лет была руководителем областной школы передового опыта по выращиванию высоких урожаев кукурузы, созданной на базе её звена в совхозе «Золотарёвский».
Член КПСС с 1960 года, делегат XXV съезда КПСС. Член Центральной ревизионной комиссии КПСС (1976—1981).
Пенсионер с 1990 года. Проживала в Семикаракорске. Умерла в 2011 году, похоронена на кладбище хутора Золотаревка Семикаракорского района Ростовской области.

## Награды и Звания
- Герой Социалистического Труда (Указ Президиума Верховного Совета СССР от 7.12.1973).
- Три ордена Ленина (1966, за получение высоких урожаев кукурузы; 1971; 1973).
- Орден Октябрьской Революции (1976).
- Медаль «За доблестный труд в Великой Отечественной войне 1941—1945 гг.» (6 июня 1945 года).
- Государственная премия СССР (1977).
- «Почетный работник агропромышленного комплекса Ростовской области» (2006).[3]

## Память
- 12 сентября 1983 года на полевом стане звена Горожаевой была открыта мемориальная доска в честь 25-летия коллектива звена.
- В родном хуторе её именем названа улица.